# كيري فريند
كيري فريند (بالإنجليزية: Kerrie Friend)‏ هي مقدمة تلفزيونية أسترالية، ولدت في 2 أكتوبر 1963.

## وصلات خارجية
- كيري فريند على موقع IMDb (الإنجليزية)
- كيري فريند على موقع قاعدة بيانات الفيلم (الإنجليزية)